# Křovinář němý
Křovinář němý (Lachesis muta) je jediný druh chřestýšovitých hadů, který není živorodý, ale klade vejce. Zároveň je se svou délkou až 360 cm největším druhem nejen chřestýšovitých, ale i zmijovitých a vůbec všech jedovatých hadů západní polokoule. Pro svou velikost a jedovatost si získal jméno bushmaster, tedy „vládce buše“.

## Výskyt
Tento had se vyskytuje ve vlhčích pralesích Střední a Jižní Ameriky a také na některých z Karibských ostrovů.
Vyskytuje se především na území těchto států:
- Nikaragua
- Kostarika
- Panama
- Kolumbie
- Venezuela
- Trinidad
- Guyana
- Surinam
- Francouzská Guyana
- Brazílie
- Peru

- mohou se také vyskytovat v řece Amazonce

## Popis
Může dorůst délky až 360 cm, průměrně však jen 210 cm. Hmotnost se pohybuje mezi 3 a 5 kg. Jeho zbarvení je světle hnědé až narůžovělé s tmavými skvrnami, pruhy či mřížkovitou kresbou. Hlava je zploštělá, shora má trojúhelníkovitý nebo šípovitý tvar, typický pro křovináře. Na rozdíl od pravých chřestýšů nemá vyvinuté chřestidlo a ani před útokem nevaruje syčením. Právě proto získal své druhové jméno „němý“ je to také jeden z důvodů, proč je tak obávaný.

## Chování
Je to noční druh. Den tráví v úkrytu v podzemní noře či v hustém křoví, odkud po setmění vyráží za potravou. Živí se především drobnými savci (myši, krysy, potkani), jinými plazy či žábami, méně často ptáky. Při lovu savců mu pomáhají tepločivné jamky na čenichu. Potravu si hledá na zemi, na stromy nešplhá.

## Jed
Jeho jed je silně hemotoxický. Do těla oběti je vstřikován jedovými zuby, jejichž délka může u velkého křovináře dosáhnout až 37 mm. Jeho uštknutí díky účinnosti i množství jedu končí pro člověka bez lékařské pomoci téměř vždy smrtelně a člověk může zemřít do 10 minut.[zdroj?] Vzhledem k tomu, že nikde není příliš hojný, však jeho uštknutí nejsou příliš častá.